# Vom Himmel hoch, o Engel, kommt

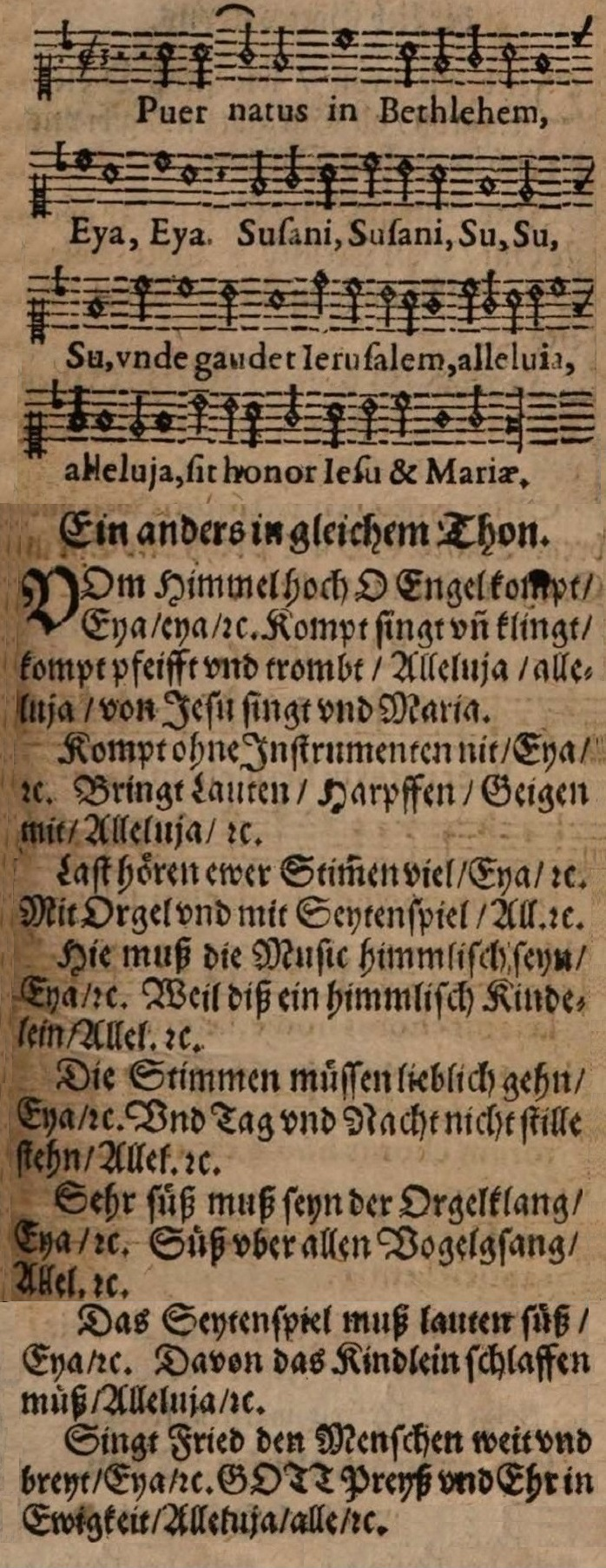
Vom Himmel hoch, o Engel, kommt, Druckfassung Würzburg 1630

Vom Himmel hoch, o Engel, kommt (auch bekannt als Susani, susani oder Eia susani) ist ein deutsches Weihnachtslied, das 1623 erstmals im heutigen Wortlaut veröffentlicht wurde.

## Geschichte
Das Lied erschien erstmals mit dem Textanfang Vom Himmel kompt / O Engel kompt in einer katholischen Liedersammlung, die 1622 in Würzburg gedruckt wurde. Es gehört wie das Adventslied O Heiland, reiß die Himmel auf zu einem Textkorpus anonym überlieferter Lieder vom Beginn des 17. Jahrhunderts, die von der modernen Forschung dem Jesuiten und geistlichen Dichter Friedrich Spee (1591–1635) zugeschrieben werden. Ein stichhaltiger Beweis für diese Zuschreibung existiert allerdings nicht. Das Lied wurde im Gesangbuch Ausserlesene, catholische, geistliche Kirchengesäng der Kölner Jesuiten nachgedruckt, das 1623 von Peter von Brachel in Köln verlegt wurde, jedoch verschollen ist.
Ein Autor weist darauf hin, dass das Lied somit aus den ersten Kriegsjahren des Dreißigjährigen Kriegs stammt. Der „süße“ Tonfall des Textes mag eine Gegenreaktion auf die Schrecken des Krieges gewesen sein, mit dem sich die leidgeprüften Menschen vor dem Kind in der Krippe Ängste und Sorgen von der Seele sangen.
Die Melodieⓘ wurde von einer Melodiefassung des Liedes Puer natus in Bethlehem übernommen, die 1616 in einem Paderborner Gesangbuch erschienen war. Im Vergleich zu dieser Vorlage wurden nur die lateinischen Strophenteile neu gedichtet, während die refrainartig wiederholten Textteile „Eia, Susani“ und „Alleluja“ beibehalten wurden.
Bis Mitte des 17. Jahrhunderts wurde das Lied in mehreren Gesangbüchern nachgedruckt, darunter in der Sammlung Alte und Newe Geistliche Catholische außerlesene Gesäng des Würzburger Fürstbischofs Philipp Adolf von Ehrenberg. Danach scheint das Lied für rund 200 Jahre in Vergessenheit geraten zu sein und wurde erst 1864 wiederentdeckt. 1894 erschien das Lied im Deutschen Liederhort von Erk-Böhme und 1906 im Kaiserliederbuch. 1909 wurde es mit geändertem Textanfang Vom Himmel hoch, o Englein, kommt! in den Zupfgeigenhansl aufgenommen und hielt in Folge Einzug in das Liedgut der Jugendbewegung.
In moderne Kirchengesangbücher hat das Lied nur vereinzelt Aufnahme gefunden. Aktuell ist es nur in einigen Regionalteilen des Evangelischen Gesangbuchs (1993) abgedruckt (EG 542 Bayern und Thüringen; EG 538 Hessen-Nassau; EG 538 Kurhessen-Waldeck; EG 541 Rheinland, Westfalen und Lippe; EG 541 Reformierte Kirche), sowie im Kölner Eigenteil des katholischen Gotteslob (GL 736).
Chorsätze des Liedes schufen u. a. Carl Thiel, Hugo Distler, Rudolf Mauersberger, Erhard Mauersberger und Zsolt Gárdonyi.
Ein Halleluja-Ruf, dessen Melodie dem Lied Vom Himmel hoch, o Engel, kommt entnommen ist, findet sich im Gotteslob (2013) unter der Nummer GL 244.
Das Oxford Book of Carols (1928) enthält ebenso wie das New Oxford Book of Carols (1998) die englischsprachige Übersetzung Come, Angels, Come! From Heaven Appear. Eine englischsprachige Textfassung From Heaven High, O Angels Come wurde von Maria Augusta Trapp in ihr Buch Around the year with the Trapp family aufgenommen. Weitere englischsprachige Übersetzungen wurden u. a. unter den Titeln Fom Heav’n on High, The Angels Sing oder From Highest Heaven Come, Angels Come veröffentlicht.

## Inhalt
Der Text ist eine Aufforderung an die Engel des Himmels, auf die Erde zu kommen und dem neugeborenen Jesuskind ein Wiegenlied zu musizieren. In spielerischer Weise werden in den Strophen die Musikinstrumente aufgezählt, die dazu verwendet werden können.
Das Lied entstammt dem christlichen Brauch des Kindelwiegens. Das Wort susani ist aus mhd.sûse ninne „Sauseninne“ zusammengesungen. Ninne steht für „Wiege“. Für das Schallwort suse/sause finden sich in der Literatur verschiedene Deutungsvarianten. Sûsen kann sowohl für „rauschen, summen“ als auch für „sich sausend bewegen“ stehen; Sause, liebe Ninne hieße nach letzterer Deutung „beweg dich, liebe Wiege“. Susaninne/Sauseninne wurde auch synonym zu „Wiegenlied“ gebraucht. In dem Lied Da Gabriel, der Engel klar aus dem Jahr 1422 heißt es in der zweiten und zwölften Strophe:
Seusa mynne,

gotes mynne,

nü sweig und rů […]
Auch in Martin Luthers Weihnachtslied Vom Himmel hoch, da komm ich her (1535) wird in der 14. Strophe Bezug auf „die rechte Susaninne“ genommen.

## Melodie und Text
1. Vom Himmel hoch, o Engel, kommt!

Eia, eia, susani, susani, susani.

Kommt, singt und klingt , kommt, pfeift und trombt!

Alleluja, alleluja!

Von Jesus singt und Maria!

2. Kommt ohne Instrumenten nit!

Eia, eia, susani, susani, susani.

Bringt Lauten, Harfen, Geigen mit!

Alleluja ...

3. Lasst hören euer Stimmen viel!

Eia, eia, susani, susani, susani.

Mit Orgel und mit Saitenspiel.

Alleluja ...

4. Hier muss die Musik himmlisch sein,

eia, eia, susani, susani, susani,

weil dies ein himmlisch Kindelein.

Alleluja ...

5. Die Stimmen müssen lieblich gehn,

eia, eia, susani, susani, susani,

und Tag und Nacht nicht stille stehn.

Alleluja ...

6. Sehr süß muss sein der Orgel Klang,

eia, eia, susani, susani, susani,

süß über allen Vogelsang.

Alleluja ...

7. Das Saitenspiel muss lauten süß!

Eia, eia, susani, susani, susani.

Davon das Kindlein schlafen muss.

Alleluja ...

8. Singt Fried den Menschen weit und breit!

Eia, eia, susani, susani, susani.

Gott Preis und Ehr in Ewigkeit!

Alleluja ...
1. ↑  tromben „trompeten“, Verbbildung zu trombe „Trompete“, von ital. tromba bzw. frz. trompe, vgl. Trombe, f.. In: Jacob Grimm, Wilhelm Grimm (Hrsg.): Deutsches Wörterbuch. Band 22: Treib–Tz – (XI, 1. Abteilung, Teil 2). S. Hirzel, Leipzig 1952 (woerterbuchnetz.de).